# انتخابات الرئاسة الأبخازية 2014
انتخابات الرئاسة الأبخازية 2014 هي الانتخابات الرئاسية التي جرت في 2014، فاز بالانتخابات راؤول خاجيمبا.

## المرشحين
| المرشح        | الحزب | عدد الأصوات |
| ------------- | ----- | ----------- |
| راؤول خاجيمبا |       |             |